# 高橋光威

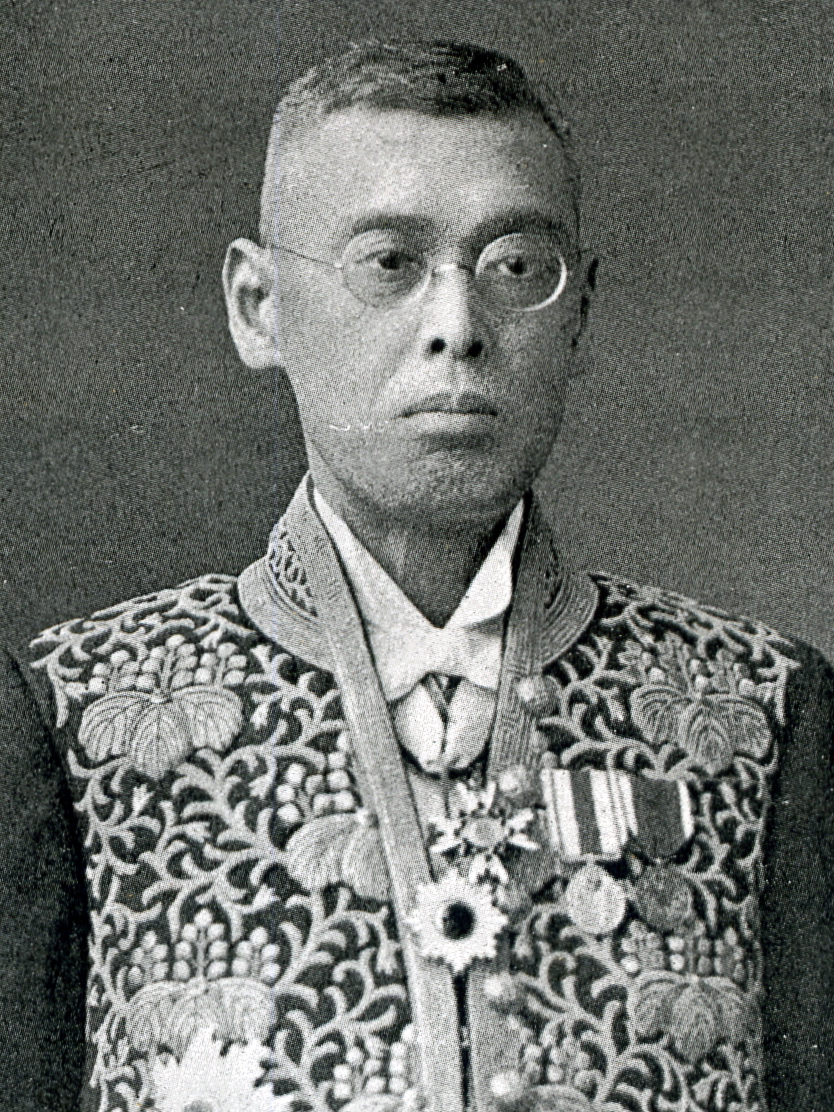
高橋光威の肖像写真

高橋 光威（たかはし みつたけ、慶応3年12月19日（1868年1月13日） - 昭和7年（1932年）4月9日）は、日本の衆議院議員（立憲政友会所属）。

## 経歴
1867年（慶応3年）、越後国（現在の新潟県新発田市菅谷）において、父・幾左衛門と母・ヨシとの四男として生まれる。幼名は富吉。知人に同行して上京し、1884年（明治17年）に慶應義塾に入学するものの、生活に困窮するなどして卒業は1889年となる。
1890年に開設された慶應義塾の大学部（法律科）に再び入学。在学中は、洋書の翻訳などで生計を立てるほか、菊代と結婚する。卒業後は新聞記者となることを考えていたが、塾長の福沢諭吉にことごとく文章を指導される。これを大いに不満に思った高橋は、同じく学生ながらも出版社を興していた手塚猛昌の提案により、「寒山健児」のペンネームで手塚の雑誌に『慶應義塾之学風』を連載し、福沢からも上々の反応を得たとされている。
1893年に慶應義塾大学部法律科を卒業。大橋佐平の博文館に入社し、大橋が新しく設立した通信社である内外通信社で主幹に抜擢された。内外通信社を退社後、1895年から福岡日日新聞の主筆。7年間の福岡生活の間、当時の新聞記者としては珍しくアメリカ・イギリスへの視察を行い、「欧米産業「トラスト」ニ関スル取調報告」という報告をしているほか、地方紙として初めて輪転機を導入している。
1902年に福岡日日新聞を退社後、社長であった原敬に認められて翌1903年に大阪毎日新聞に入社。1906年に成立した第1次西園寺内閣で原が内務大臣に就任すると、原の内務大臣秘書官となる。原との関係は、原が亡くなるまで続き、原の養子であった原奎一郎から、
と評されている。また、三浦梧楼の回顧録である『観樹将軍縦横談』には、1915年（大正4年）に京都御所で行われた大正天皇の即位の礼に参列するため三浦が東海道本線の列車に乗った際、原のいる特別車に移動してきたところ高橋が紅茶や菓子を運んで対応したことから、後々も三浦から『原の侍従』と呼ばれ、三浦が「おい侍従侍従」と呼ぶと高橋が返事をしたというエピソードが記されている。
1908年に行われた第10回衆議院議員総選挙に丹後直平の地盤を引き継ぐ形で立候補、初当選を果たす。以降、1930年の第17回衆議院議員総選挙まで8回連続で当選している。1913年、第1次山本内閣で原が三たび内務大臣として入閣すると、内務省参事官となった。1918年に原内閣が成立すると、内閣書記官長に就任した。
1921年11月4日、京都へ向かうため東京駅構内を移動していた原が、中岡艮一に暗殺された。随行していた高橋が芝公園の私邸に一報したものの、夫人に対し「総理が、総理が」まで言った後、言葉が出なかったという。生前の原の遺言に従い、葬儀委員長を務めた。
1929年頃から体調を崩し、逗子の別邸で静養を続けていたが、1932年4月9日に急性腎臓炎で死去。享年66。墓は生家の近くのほか、原と同じ大慈寺に分骨され原の墓の近くに建てられている。また多磨霊園(21-2-57-8-1)にも墓碑がある。

## 栄典
- 1921年（大正10年）7月1日 - 第一回国勢調査記念章[14]